# St. Laurentius (Elpersdorf bei Ansbach)

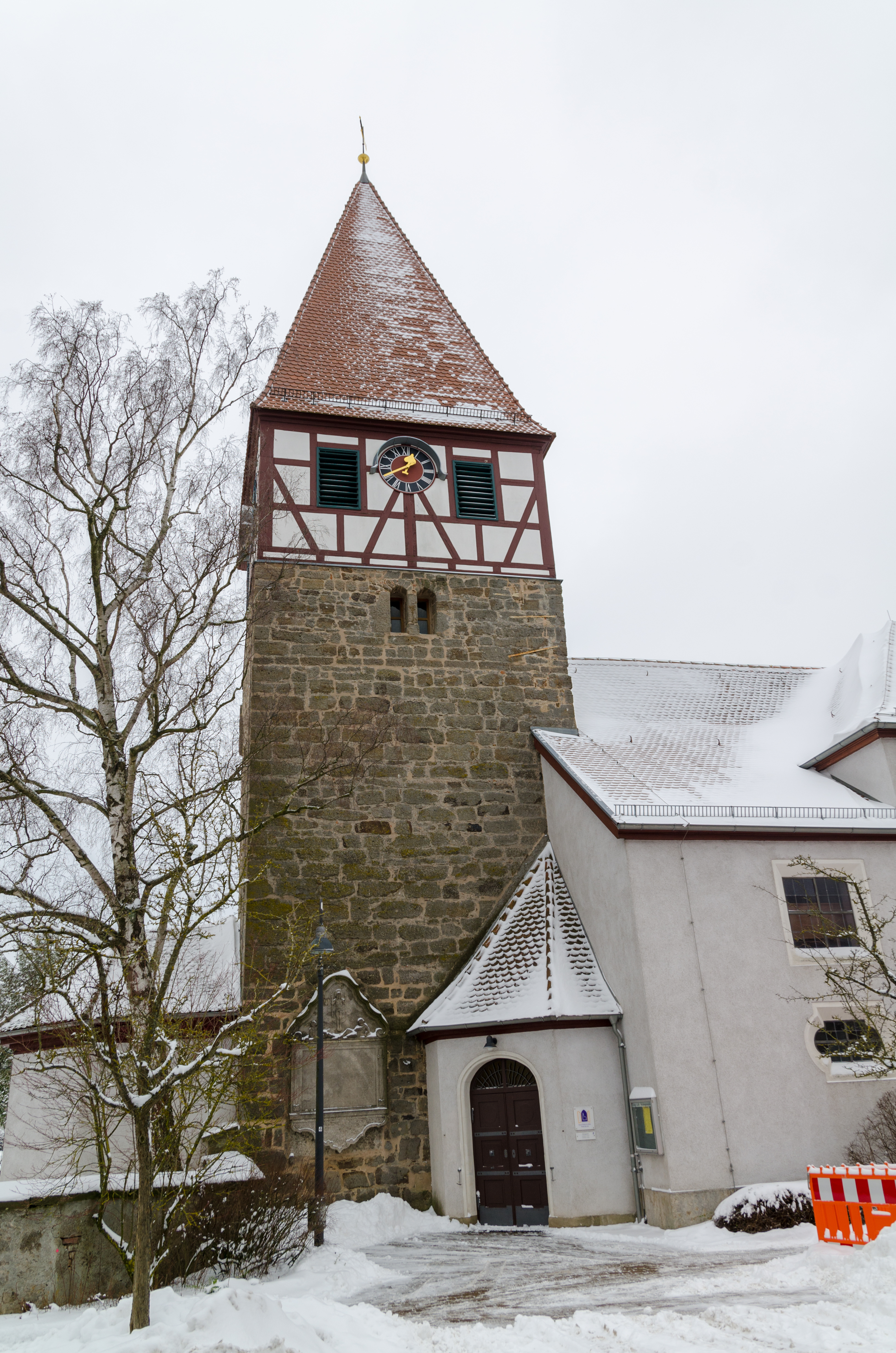
Kirchturm und Eingang, Nordseite der Pfarrkirche St. Laurentius

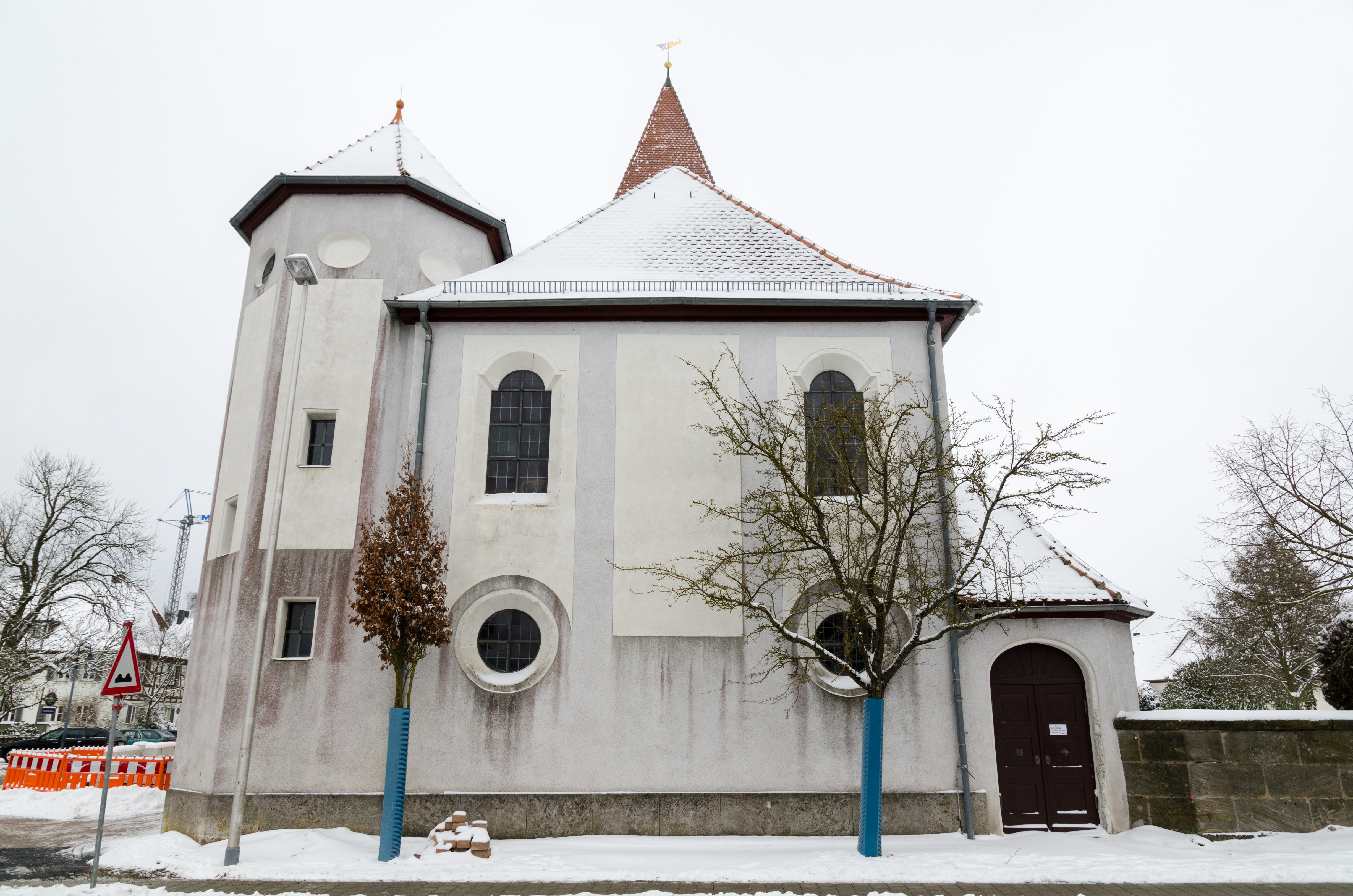
Westseite mit Ochsenaugen und Rundbogenfenstern

St. Laurentius ist eine nach dem Märtyrer Laurentius von Rom benannte evangelisch-lutherische Kirche in Elpersdorf bei Ansbach (Dekanat Ansbach).

## Geschichte
St. Laurentius war ursprünglich eine Filiale von St. Nikolaus (Schalkhausen), hatte aber bereits im 14. Jahrhundert eine Frühmesse mit eigenen Gotteshauspflegern. Das Patronat übte ursprünglich der Propst des Gumbertusstiftes aus. Ab 1535 hatte St. Laurentius den ersten evangelischen Frühmessner. Das Patronat übte nun das Fürstentum Ansbach aus. Die Kirchengemeinde wurde dem Dekanat Leutershausen zugewiesen. 1598 wurde St. Laurentius zur Pfarrkirche erhoben. Wesentlich dazu beigetragen haben soll eine Wirtshausrauferei zwischen den Oberdautenwindener Protestanten und den Unterdautenwindener Katholiken, die im gleichen Jahr stattgefunden hat. Während und nach dem Dreißigjährigen Krieg wurden die Pfarreien Elpersdorf (1632–1671) und Neunkirchen (1658–1671) mit Schalkhausen vereinigt, von 1671 bis 1700 die Pfarreien Elpersdorf und Neunkirchen.
Um 1800 gehörten zur Pfarrei die Orte Oberdautenwinden, Esbach, Herrieden, Höfen, Höfstetten, Hohenberg, Höllmühle, Käferbach, Kurzendorf, Liegenbach, Mittelbach, Oberdombach, Seebronn, Steinbach, Windmühle und Wüstenbruck. Seit 1810 gehört St. Laurentius zum Dekanat Ansbach. 1951 wurde in Herrieden die Christuskirche als Filiale errichtet, um die dort ansässigen Protestanten zu versorgen. Anfang der 1990er-Jahre gab es dort 900 Gemeindeglieder, was dazu führte, dass die Christuskirche in der Folgezeit zur Pfarrei erhoben wurde.
Seit 2006 gehört St. Laurentius zur Gesamtkirchengemeinde Ansbach. Derzeit hat die Pfarrei 1000 Gemeindeglieder.

## Kirchengebäude
Von der ursprünglichen Kirche sind nur noch das Chorgeschoss des spätgotischen Chorturms, die östlich davon liegende Sakristei mit 5/8-Schluss (bezeichnet mit 1426) und die südliche Längswand des Saales erhalten. Sie wurden allesamt aus Bruchstein mit Eckquadern gebaut.
Der Kirchturm hat einen quadratischen Grundriss und im Chorgeschoss an der Ost-, Süd- und Nordseite jeweils zwei kleine Spitzbogenfenster. Das Glockengeschoss besteht aus Fachwerk und hat zu allen Seiten zwei Rechteckfenster mit einem Ziffernblatt dazwischen. Der Turm schließt mit einem Pyramidendach ab.
Das Langhaus mit seinen Anbauten wurde 1907 neu errichtet. Nordwestlich ist ein Turm mit oktoganalem Grundriss und oktogonalem Pyramidendach integriert. Südwestlich und nordöstlich schließen sich polygonale, eingeschossige Eingangsräume mit Walmdach an.
Die Dachstruktur des Langhauses ist komplex. Sie ist gegen Westen abgewalmt, weist an der Südseite drei Schleppgauben auf und hat an der Nordseite ein Fußwalmdach. An der Süd- und Nordseite gibt es drei Achsen von Fenstern in unterschiedlicher Form und Anordnung. An der Westseite gibt es zwei Ochsenaugen jeweils mit einem Rundbogenfenster darüber.

## Ausstattung
Im Chorraum steht der aus Sandsteinquadern erbaute Altar. Dahinter an der Ostwand gibt es eine vollplastische Säulenarchitektur mit Gebälkstücken (darauf zwei Putten) und Segmentgiebel sowie bekrönender Kartusche mit Krone, Kreuz und Strahlenauge. Das Holz ist marmoriert bzw. vergoldet. Seitlich schließen sich Akanthusschnitzereien an. Inmitten des Aufbaus gibt es ein Altarbild, das das hl. Abendmahl darstellt. Dieses ist auf der Rückseite mit 1774 bezeichnet. Die Kanzel mit Aufgang befindet sich an der Südseite des Saales.